# Великий Липовец
Великий Липовец (укр. Великий Липовець) — село в Конятинской сельской общине Вижницкого района Черновицкой области Украины.
До 2020 года входило в Путильский район
Население по переписи 2001 года составляло 167 человек. Почтовый индекс — 59122. Телефонный код — 3738. Код КОАТУУ — 7323582002.